# Circuito callejero de Puerto Madero
El Circuito Callejero de Puerto Madero es un circuito urbano de la ciudad de Buenos Aires, creado para ser utilizado por la Fórmula E, una competición de monoplazas eléctricos organizada por la Federación Internacional del Automóvil (FIA). La pista se ubica en el barrio porteño de Puerto Madero, tiene 2,44 km de longitud y cuenta con 12 curvas. El diseño del trazado ha sido realizado por Santiago García Remohí.

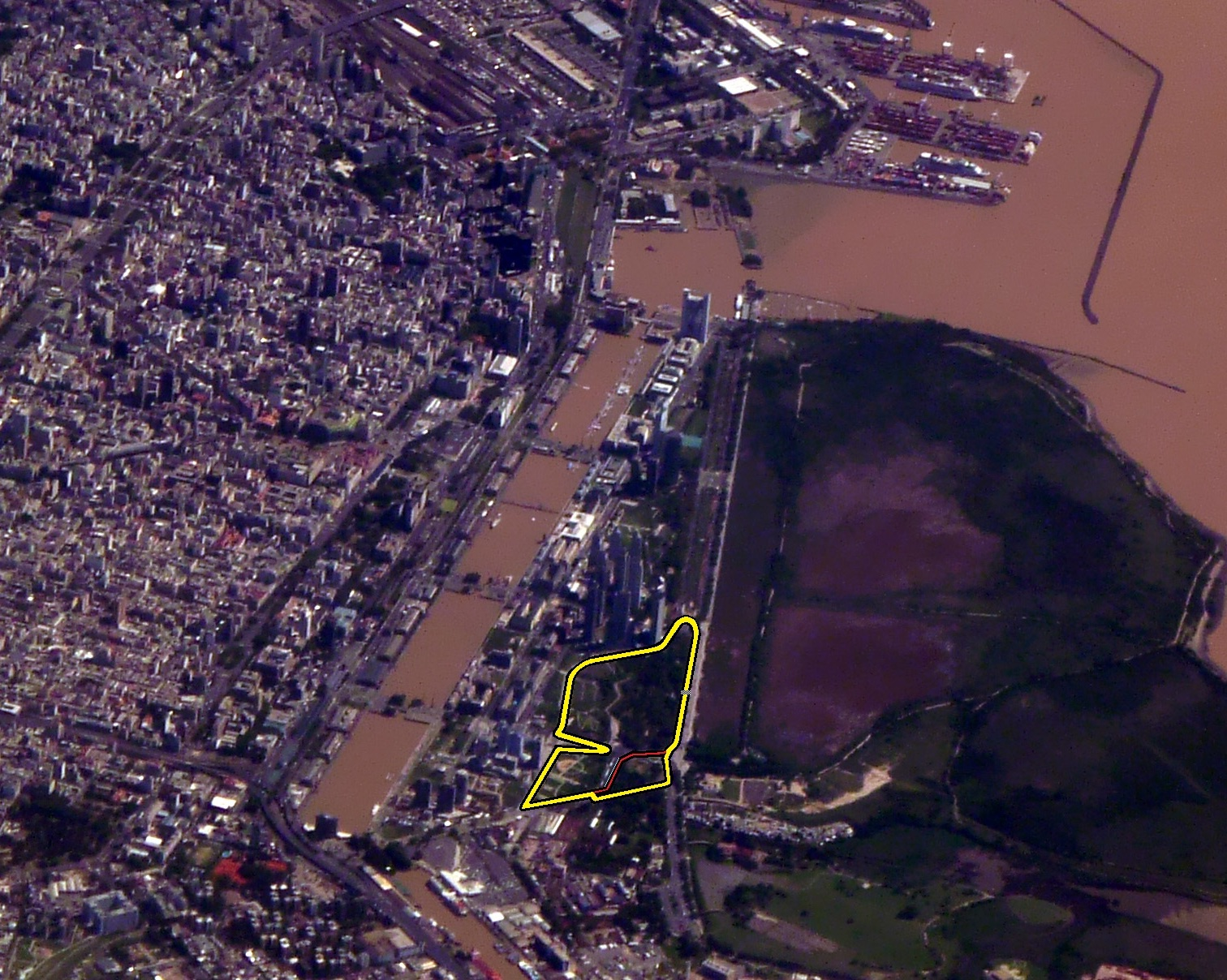
Vista de la ubicación del circuito en la ciudad para el Buenos Aires ePrix.

## Recorrido
El circuito comprende la Av. Dr. Tristán Achával Rodríguez desde donde se largará y seguirá por las calles Azucena Villaflor, Calabria, Julieta Lanteri (en esta esquina se dispondrá de un reductor de velocidad en forma de "S", considerado como solo una curva), Av. Rosario Vera Peñaloza hasta Calabria y retorno ida y regreso de contramano (por la mano izquierda del bulevar), retomando Julieta Lanteri hasta la Av. Elvira Rawson de Dellepiane, que será recorrida en su primera mitad de contramano (mano izquierda del bulevar) y luego de una chicana a la altura de Calabria, continuarán de mano hasta retomar la Av. Dr. Tristán Achaval Rodríguez.

## Podios

### 2015
| Pos. | Nº | Piloto                 | Equipo         | Tiempo     | Diferencia | P  |
| ---- | -- | ---------------------- | -------------- | ---------- | ---------- | -- |
| 1    | 55 | António Félix da Costa | Amlin Aguri    | 48m52.100s |            | 25 |
| 2    | 8  | Nicolas Prost          | Renault e.Dams |            | +5.354s    | 18 |
| 3    | 99 | Nelson Piquet, Jr.     | China Racing   |            | +8.552s    | 15 |

La carrera inaugural comprendió 35 vueltas al circuito.

### 2016
| Pos. | Nº | Piloto          | Equipo                    | Tiempo       | Diferencia | P  |
| ---- | -- | --------------- | ------------------------- | ------------ | ---------- | -- |
| 1    | 2  | Sam Bird        | DS Virgin Racing          | 45min28.385s |            | 28 |
| 2    | 9  | Sébastien Buemi | Renault e.Dams            |              | +0.716     | 18 |
| 3    | 11 | Lucas di Grassi | ABT Schaeffler Audi Sport |              | +7.525     | 15 |

La segunda edición tuvo 35 vueltas.

### 2017
| Pos. | Nº | Piloto           | Equipo                    | Tiempo       | Diferencia | P  |
| ---- | -- | ---------------- | ------------------------- | ------------ | ---------- | -- |
| 1    | 9  | Sébastien Buemi  | Renault e.Dams            | 45min45.623s |            | 25 |
| 2    | 8  | Jean-Éric Vergne | Techeetah                 |              | +2.996     | 18 |
| 3    | 11 | Lucas di Grassi  | ABT Schaeffler Audi Sport |              | +6.921     | 18 |

Esta edición tuvo 37 vueltas.

## Paisaje y visuales del circuito

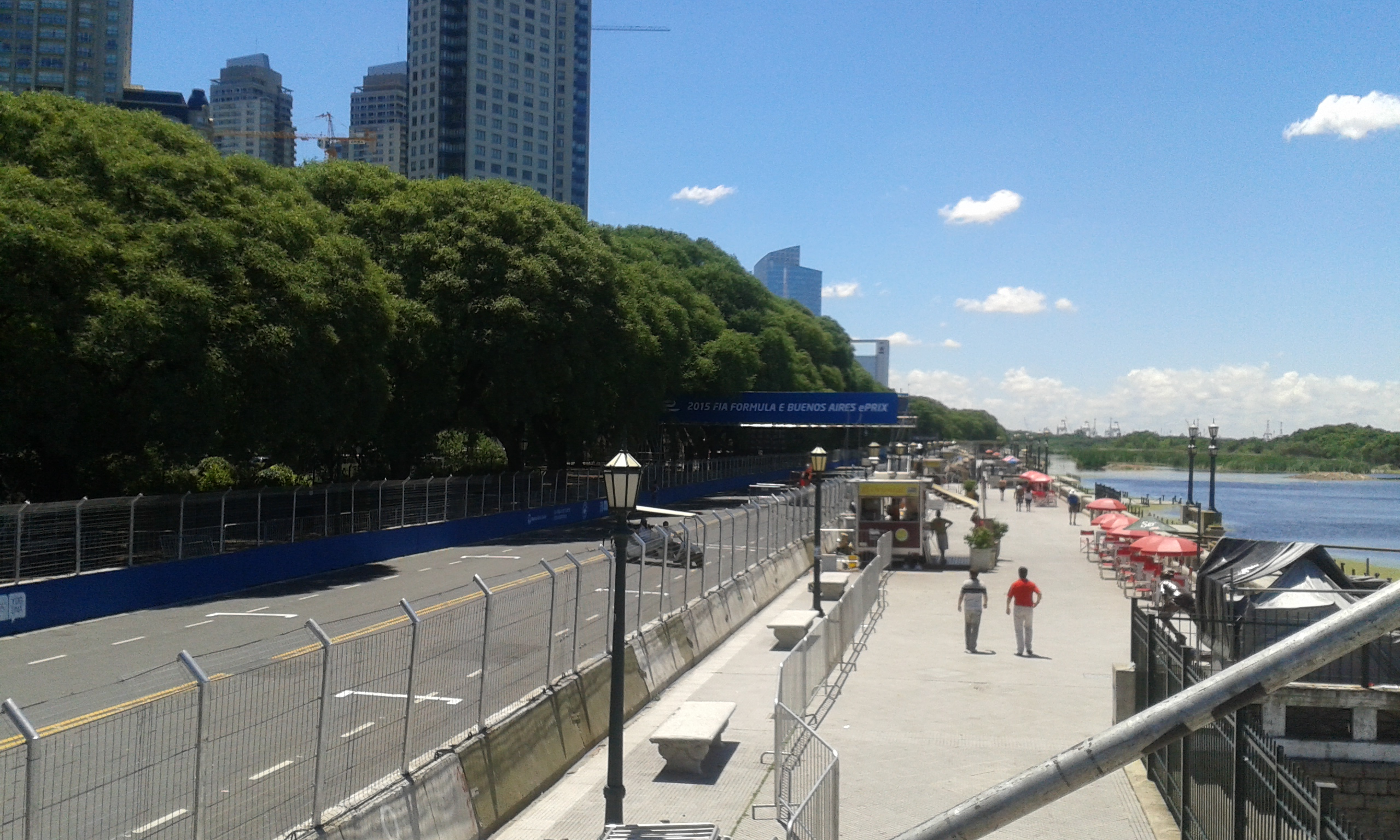
Largada del circuito.

Desde la sección de la Av Elvira Rawson de Dellepiane hasta el final de la recta que va sobre Av. Dr. Tristán Achával Rodríguez, comprende una zona arbolada.
Dado que el barrio de Puerto Madero es un área relativamente nueva y de rápido desarrollo, su fisonomía puede que siga cambiando con el curso de pocos años. En el 2015; al este de la Av E. Rawson de Dellepiane (a la derecha siguiendo el sentido de circulación de la carrera en ese tramo) se extiende parte de la reserva ecológica de Buenos Aires siendo la laguna de Los Copios lindante con el circuito; en la sección norte se encuentra una zona de edificios residenciales de tipo rascacielos; lindantes al oeste se encuentran edificios de altura media, siendo la mayoría residenciales pero también, comerciales y algunos hoteles de gran categoría; al sur se encuentra una zona gastronómica, casino y un área industrial y portuaria.

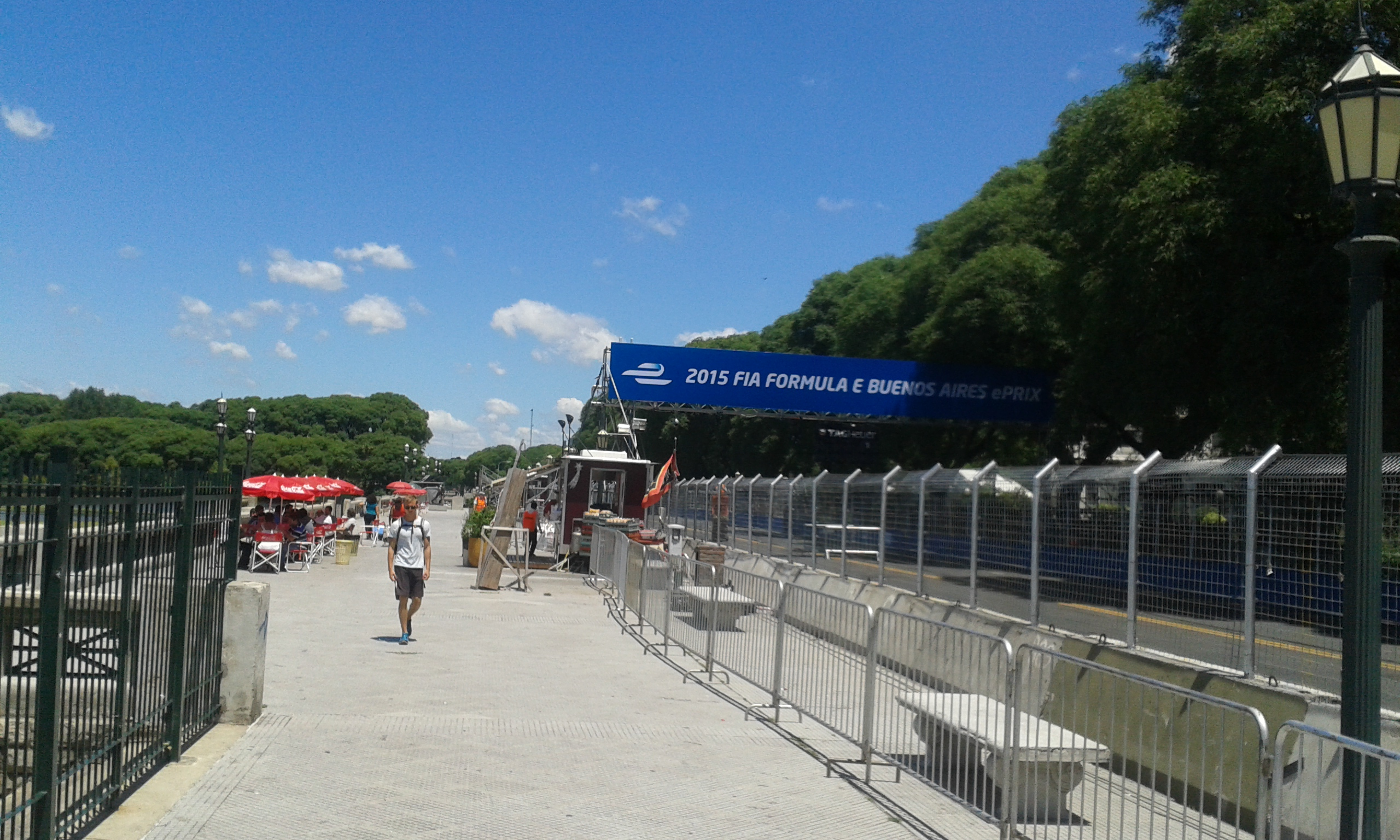
Vista del punto de largada, previo al Gran Premio de Buenos Aires de 2015, junto a un puesto típico de comidas en la costanera sur.